# Distretto di Barika
Il distretto di Barika è un distretto della provincia di Batna, in Algeria, con capoluogo Barika.

## Comuni
Il distretto comprende i seguenti comuni:
- Barika
- Bitam
- M'doukel